# Ikela
Ikela este un oraș din Republica Democrată Congo.